# Temascalcingo
Temascalcingo est une municipalité de l'État de Mexico, au Mexique. Elle compte 63 721 habitants en 2015.